# 千手温泉 千年の湯
千手温泉 千年の湯（せんじゅおんせん せんねんのゆ）は、新潟県十日町市水口沢にある1995年開湯の温泉で、株式会社まちづくり川西が経営する日帰り入浴施設である。

## 泉質
- ナトリウム-炭酸水素塩・塩化物泉（弱アルカリ性低張性高温泉）[1]
- リチウム 0.1未満、ナトリウム 257.5、カリウム 13.3、アンモニウム 1.8、マグネシウム 0.7、カルシウム 7.2、ストロンチウム 0.1未満、バリウム 0.1未満、鉄（2） 0.1未満、鉄（3） 0.1未満、銅 0.1未満、3.2、マンガン 0.1未満、アルミニウム 0.1未満 … 計280.5 mg
- フッ素F 1.7、塩素 87.7、臭素 0.2未満、ヨウ素 0.2未満、硫化水素 0.1未満、硫化物 0.1未満、チオ硫酸 0.1未満、硫酸水素 1.0未満、硫酸 1.0未満、炭酸水素 493.1、炭酸 40.8 … 計623.3 mg
- メタ硅 145.1、メタ硼 4.1、メタ亜ヒ 0.1未満 … 計149.2 mg
- 遊離二酸化炭素 10.0未満、遊離硫化水素 0.1未満 … 総計1053mg

## 温泉側が主張している効能
- 一般的適応症[1]
  - 神経痛、筋肉痛、関節痛、五十肩、運動麻痺、関節のこわばり、打ち身、捻挫、慢性消化器病、痔疾、冷え性、病後回復期、疲労回復、健康増進
- 泉質別適応症[1]
  - 切り傷、火傷、慢性皮膚病

## 沿革
- 1994年（平成6年） - 温泉の掘削を開始[2]。
- 1995年（平成7年）
  - 2月 - 掘削が温泉脈に到達し、自噴[2]。当時の川西町内で初めての温泉湧出であった[3]。
  - 5月25日 - 仮設共同浴場がオープン[3]。
- 2000年（平成12年） - 川西町の中心市街地（千手市街地）の活性化を図る「賑わい空間創出事業」の中心となる「温泉施設」の実施計画が発表される[4]。
- 2001年（平成13年）11月 - 「千手温泉 千年の湯」としてオープン[5]。
- 2002年度（平成14年度） - 日本建築学会の第13回（2002年度）北陸建築文化賞を受賞[6]。
- 2006年（平成18年） - 第10回公共建築賞優秀賞を受賞[7]。

## アクセス
- 北越急行ほくほく線・JR飯山線十日町駅より、越後交通「川西経由 小千谷行」または「上沢行」乗車（所要約20分）、「川西支所前」下車後徒歩3分[8]。
- 曜日毎に1便ずつ運行される無料巡回バス利用[9]。
- 関越自動車道六日町ICから国道253号経由、車で約30分。越後川口ICより国道117号経由、車で約20分。

## 周辺
- 十日町市 川西支所
- 長徳寺（千手観音）
- 清龍寺
- 川西モトクロス場
- 星と森の詩美術館